# 영광중학교 (전남)
영광중학교(靈光中學校)는 대한민국 전라남도 영광군 영광읍 녹사리에 있는 공립 중학교이다.

## 학교 연혁
- 1927년 5월 20일 : 영광 공립 농업 보습학교로 개교
- 1945년 10월 1일 : 초대 백남주 교장 부임
- 1945년 10월 15일 : 영광중학교 설립(민립)
- 1951년 8월 31일 : 영광동중학교로 개명
- 1953년 10월 8일 : 영광중학교로 개명
- 1980년 3월 1일 : 영광중학교 단설 운영 (중ㆍ고 분리)
- 1988년 7월 20일 : 영광군 영광읍 녹사리 183-3번지로 이전
- 1995년 3월 1일 : 불갑중학교가 불갑분교장으로 본교에 편입
- 1997년 2월 28일 : 불갑분교장 폐교
- 2002년 3월 1일 : 묘량중학교 폐교, 본교에 통합
- 2024년 3월 1일 : 남학교에서 남녀공학으로 전환
- 2025년 1월 10일 : 제96회 59명 졸업(졸업생 총수 13,365명)
- 2025년 3월 1일 : 제33대 안동연 교장 부임
- 2025년 3월 4일 : 제99회 신입생(73명) 입학

## 참고 자료
- 영광중학교 - 한국교육학술정보원 학교알리미